# Ssangmun-dong
Ssangmun-dong là một dong, phường của Dobong-gu ở Seoul, Hàn Quốc.

## Liên kết
- Bản đồ Dobong-gu[liên kết hỏng]